# Perak
Perak là một trong 13 bang của Malaysia. Bang Perak có diện tích lớn thứ hai ở Bán đảo Malaysia. Perak giáp với Kedah và các tỉnh Yala, Narathiwat của Thái Lan ở phía bắc, Penang ở phía tây bắc, Kelantan và Pahang ở phía đông, Selangor ở hướng nam và phía tây là eo biển Malacca. Perak trong tiếng Mã Lai có nghĩa là "bạc". Tên này được bắt nguồn từ màu sắc óng ánh giống như bạc của thiếc. Thủ phủ của bang là Ipoh và thủ phủ hoàng gia của bang là Kuala Kangsar. Trong tiếng Trung, bang này được gọi với tên chữ Hán là Phích Lịch (giản thể: 霹雳; phồn thể: 霹靂; bính âm: pī lì).

## Địa lý
Perak có diện tích là 21.006 km², chiếm 6,4% diện tích toàn Malaysia. Thời tiết Perak ấm áp vào nhiều nắng vào ban ngày trong khi ban đêm khá mát mẻ, mưa thỉnh thoảng xuất hiện vào buổi tối. Nhiệt độ không dao động nhiều, trong khoảng từ 23˚C đến 33˚C, độ ẩm 82,3%, lượng mưa trung bình năm là 3.218 mm

## Lịch sử
Các truyền thuyết kể rằng có một vương quốc Ấn Độ giáo Mã Lai gọi là Gangga Negara ở phía tây bắc của Perak. Các cuộc khảo cổ đã cho thấy Perak đã có người sinh sống từ thời tiền sử. Lịch sử hiện đại của Perak bắt đầu với sự sụp đổ của Vương quốc Hồi giáo Malacca. Người con trai cả của vị Quốc vương Melaka cuối cùng là Raja Muzaffa Shah đã chạy trốn khỏi cuộc xâm chiếm của người Bồ Đào Nha năm 1511 và lập nên triều đại của ông trên các khu vực ven sông Perak năm 1528. Khu vực Perak từng có rất nhiều thiếc, và là mối quan tâm của các thế lực bên ngoài.
Năm 1670, người Hà Lan trở lại Perak để xây dựng Kota Kayu, nay là Kota Belanda trên đảo Pangkor. Perak đã chấp thuận việc xây dựng này vì có những tin tức từ Xiêm La rằng nước này có thể sẽ tấn công Perak. Tuy thế, năm 1685 một lần nữa Perak bị người Hà Lan tấn công trên đảo Pangkor và bị bắt buộc phải rút lui và đóng cửa đại bản doanh của mình. Người Hà Lan đã cố gắng thử ký kết hiệp định mới với dân bản địa nhưng đã thất bại
Vào thế kỷ 19, cả người Bugis, người Aceh, người Thái đều cố gắng xâm lược Perak. Chỉ có Anh Quốc đã ngăn cản Xiêm La xâm chiếm Perak năm 1820. Mặc dù người Anh ban đầu không quan tâm với việc thiết lập chế độ thực dân ở Mã Lai, việc tăng đầu tư vào các mỏ thiếc đã mang đến một làn sóng người Hoa nhập cư, gồm cả Phó Minh, nguyên là đối thủ với các tù trưởng Mã Lại và kẻ cướp địa phương để kiểm soát các khu mỏ. Vương quốc đã bị thiệt hại vì các cuộc giao tranh kéo dài và không có khả năng duy trì trật tự
Năm 1874, Toàn quyền Straits Settlements là Andrew Clarke (1873 - 1875) đã triệu tập một cuộc họp ở Pulau Pangkor. Quốc vương Abdullah đã được quyền kiểm soát của Perak trong sự thiên vị với đối thủ của ông là Quốc vương Ismail. Hiệp ước Pangkor (20/1/1874) cũng quy định các vua đồng ý là công sứ Anh được kiểm soát về mặt hành chính hơn là liên quan đến tôn giáo và văn hóa truyền thống Mã Lai. Năm 1875, một số tù trưởng tại Perak đã ám sát công sứ Anh tại Perak là James W.W. Birch (1874 - 1875), kết quả là một cuộc chiến nhỏ đã nổ ra vào năm 1876 Quốc vương Abdullah bị đày sang Seychelles ở Châu Phi và người Anh lập nên một người lãnh đạo mới của Perak là Swettenham. Công sứ thứ tư của Perak, Hugh Low (1877 - 1889) rất thông thạo ngôn ngữ và văn hóa Mã Lai đã chứng minh được khả năng lãnh đạo. Ông cũng đã đưa cây cao su đầu tiên đến Mã Lai.
Năm 1896, Perak cùng với Selangor, Negeri Sembilan và Pahang tạo thành Liên bang Các Nhà nước Mã Lai. Tuy nhiên, hệ thống Thống sứ Anh vẫn tồn tại cho đến khi Perak trở thành một phần của Liên bang Mã Lai vào năm 1948. Perak giành được độc lập từ Anh vào ngày 31 tháng 8 năm 1957 cùng với 10 bang khác của Liên bang Mã Lai. Liên bang về sau trở thành Liên bang Malaysia khi sáp nhập thêm Sabah, Sarawak và Singapore năm 1963 (tuy nhiên, đến năm 1965 thì Singapore tách ra khỏi Malaysia và trở thành một quốc gia độc lập).

## Hành chính
Perak có 10 khu vực hành chính hay "daerah" trong tiếng Mã Lai
| - Kinta - Larut, Matang dan Selama - Hilir Perak - Manjung - Batang Padang | - Kerian - Kuala Kangsar - Hulu Perak - Perak - Majlis Daerah Kampar |

## Nhân khẩu
| Tôn giáo tại Perak (2010)       | Tôn giáo tại Perak (2010)       | Tôn giáo tại Perak (2010) | Tôn giáo tại Perak (2010) | Tôn giáo tại Perak (2010) |
| ------------------------------- | ------------------------------- | ------------------------- | ------------------------- | ------------------------- |
| Tôn giáo                        | Tôn giáo                        |                           | Tỷ lệ                     | Tỷ lệ                     |
| Hồi giáo                        | Hồi giáo                        |                           | 55.3%                     | 55.3%                     |
| Phật giáo                       | Phật giáo                       |                           | 25.4%                     | 25.4%                     |
| Hindu                           | Hindu                           |                           | 10.9%                     | 10.9%                     |
| Công giáo                       | Công giáo                       |                           | 4.3%                      | 4.3%                      |
| Tôn giáo truyền thống Trung Hoa | Tôn giáo truyền thống Trung Hoa |                           | 1.7%                      | 1.7%                      |
| Không tôn giáo                  | Không tôn giáo                  |                           | 0.9%                      | 0.9%                      |
| Khác                            | Khác                            |                           | 0.8%                      | 0.8%                      |
| Vô thần                         | Vô thần                         |                           | 0.7%                      | 0.7%                      |

Perak là một trong những bang đông dân nhất Malaysia. Bang Perak hiện vẫn chưa khắc phục được sự đình đốn công nghiệp do việc suy giảm của ngành khai thác thiếc. Thành phần dân cư trong bang:
- Người Bumiputera (gồm người Mã Lai và các dân tộc bản địa): 1.360.506 người (55,74%)
- Người Malaysia gốc Hoa: 702.170 người (28,77%)
- Người Malaysia gốc Ấn: 296.600 người (12,15%)
- Khác: 8.842 người (0,32%) (như người gốc Thái, gốc Khmer)
- Người nước ngoài: 72.751 người (2,98%)

## Người nổi tiếng
- Lý Tông Vỹ, vận động viên cầu lông.
- Dương Tử Quỳnh, diễn viên điện ảnh.